# Kanagaki Robun
Kanagaki Robun (仮名垣 魯文), nom véritable Nozaki Bunzō, 6 janvier 1829 à Edo - 8 octobre 1894 à Tokyo, est un écrivain japonais.

## Biographie
Fils d'un pêcheur, il devient en 1843 - sur les conseils d'un marchand - élève de Hanagasa Bunkyō, auteur du genre gesaku de la littérature japonaise. Il fait ses débuts l'année suivante avec un récit. Ses tentatives pour s'imposer comme un écrivain indépendant sont d'abord infructueuses. Ce sont ses écrits sur le séisme d'Edo de 1855 qui lui apportent un succès considérable.
À la manière des récits humoristiques Dōchū hizakurige (« En route à pied ») de Jippensha Ikku, Kanagaki compose au milieu des années 1850 toute une série d'histoires hizakurige. En 1860, il réussit à créer une populaire œuvre de qualité par lui-même avec Kokkei fuji mōde (« Le pèlerinage comique vers Fuji »), ouvrage dans lequel il représente l'influence occidentale au Japon. Suivent Osana etoki bankoku-banashi (« Un livre d'images pour enfants avec des histoires de partout dans le monde », 1861) et Bankoku jimbutsu zue (« Illustrations des gens de partout dans le monde »).
Après des essais dans différents genres, paraît à la suite des récits de Fukuzawa Yukichi sur le monde occidental (1871), une parodie réussie des récits d'Ikku Bankoku kōkai: Seyō dōchū hizakurige (« Avec le navire à travers le monde: à pied en Occident »). En 1872 et 1873, Kanagaki écrit au nom du ministère de l'enseignement (Kyōbushō) le manuel Shusho eiri: Sekai no miyakoji (« Photos annotées: Pays du Monde ») et le livre de cuisine Seyō ryōritsū (« Connaisseur de la cuisine occidentale »). En tant que représentant du gouvernement, il est responsable de la présentation des coutumes et traditions occidentales dans la province de Kanagawa 1873-1875
La presse japonaise se transforme aussi sur le modèle de la presse anglo-saxonne avec l’apparition des dessins d’humour sur le modèle américain et des caricatures à la mode britannique à partir de 
Il a créé le E-Shinbun Nipponchi, avec Kawanabe Kyōsai, en 1874.
En 1875 il fonde le magazine Kanayomi shimbun, pour lequel il écrit sous le pseudonyme Myōmyō Dōjin la très populaire rubrique Myōmyō kimon (« Étranges messages de Myōmyō »). En 1879, il prend la direction de la revue Iroha shimbun. La même année, il fonde avec Kubota Hikosaku le premier magazine de théâtre du Japon, Kabuki shimpō.
Kanagiki écrit également plusieurs livres de non-fiction, en particulier Takahashi Oden yasha monogatari (« L'Histoire de la diabolique Takahashi Oden ») et Gurantishi-den Yamoto bunshō (« la biographie de M. Grant - un hymne japonais ») qui rencontrent un certain succès. À partir de 1881, il écrit des histoires en feuilleton pour le magazine Konnichi Shimbun. En 1884 paraît son autobiographie Haishi nendai: Rosei ga yume no ki (« Une ère littéraire : les magnifiques dossiers de Robun »).
Après la mort de son fils en 1886 et l'échec de plusieurs ouvrages, Kanagaki se retire officiellement de la scène littéraire en 1890 et passe les dernières années de sa vie comme antiquaire.

## Source de la traduction
- (de) Cet article est partiellement ou en totalité issu de l’article de Wikipédia en allemand intitulé « Kanagaki Robun » (voir la liste des auteurs).
- Notices d'autorité :   - VIAF
  - ISNI
  - BnF (données)
  - IdRef
  - LCCN
  - GND
  - Japon
  - CiNii
  - Pays-Bas
  - Israël
  - WorldCat